# بخش اولریسه‌هامن
بخش اولریسه‌هامن (به سوئدی: Ulricehamns kommun) یک ناحیه شهری در سوئد است که در شهرستان وسترا گوتلاند واقع شده‌است.

## خواهرخوانده
شهر دوبل، لتونی خواهرخواندهٔ بخش اولریسه‌هامن هست.